# Сифниос, Душанка

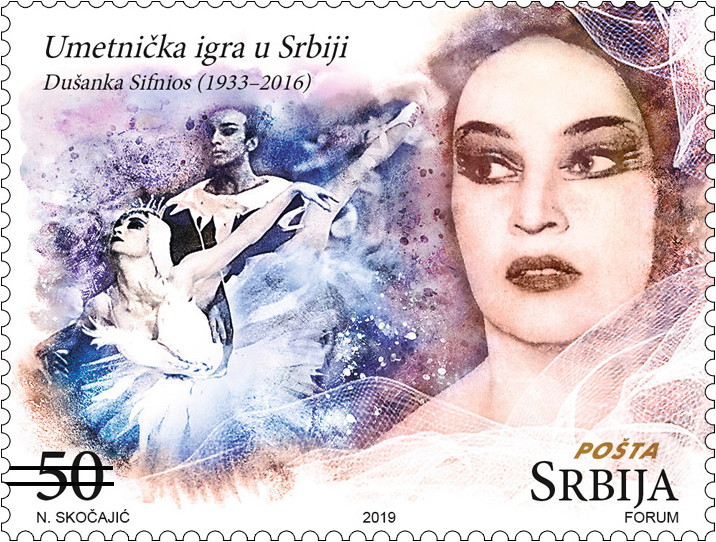
Душанка Сифниос на почтовой марке Сербии, 2019

Душа́нка Сифнио́с (серб. Душа́нка Сифнио́с; 15 октября 1933, Скопье, Королевство сербов, хорватов и словенцев — 14 октября 2016, Брюссель, Бельгия) — сербская балерина и хореограф.

## Биография
Душанка Сифниос в 1953 году окончила белградскую балетную гимназию; училась в классе Нины Кирсановой. Будучи ученицей гимназии, в 1951 году стала участницей труппы Национального театра в Белграде.
Талант молодой балерины был замечен и вскоре она стала солисткой, а затем и главной балериной Национального театра. Её ранние спектакли были поставлены югославским балетмейстером Димитрием Парличем и включали Эвридику в «Орфее» Игоря Стравинского и Джульетту в «Ромео и Джульетте» Сергея Прокофьева. Другие партии были поставлены для неё Пино Млакаром, Милко Шпаремблеком, Верой Костич, Аникой Прелич (Anica Prelić), и также были высокого уровня.
Её две самые выдающиеся партии в этот период — Жизель в одноимённом балете Адольфа Адана и Девушка в «Чудесном мандарине» Белы Бартока. «Мандарин» был поставлен Парличем в 1957 году; «Жизель» была возрождена в Белграде русским хореографом  Михаилом Лавровским и стала поворотным моментом в карьере Сифниос. 
Она исполнила эту партию 177 раз в белградском Национальном театре и гастролировала с ней по многим городам Европы — в Венеции, в Эдинбурге, в  Вене, в Висбадене, во Флоренции, в Риме, в Цюрихе, в Берлине и в Париже. Её Жизель также имела большой успех в Большом театре в Москве. 
В 1958 году Сифниос переехала в Париж и стала танцовщицей труппы Милорада Мишковича; а затем, в 1959 году, труппы Леонида Мясина. 
В 1960 году в Риме её заметил  Морис Бежар и пригласил в свой танцевальный коллектив Ballet of the 20th Century. 
Специально для Сифниос Бежар поставил «Болеро» Мориса Равеля; премьера состоялась 10 января 1961 года.
Как ведущая танцовщица коллектива Бежара гастролировала в Европе (во Франции, в Германии, в Польше, в Италии, в Испании, в Великобритании, в Бельгии), в Африке (в Тунисе), в Азии (в Израиле и в Ливане) и в Латинской Америке (в Мексике, в Аргентине, на Кубе).
Оставила сцену в возрасте 47 лет; занималась преподавательской деятельностью, хореографией; в 2013 году опубликовала автобиографию «Beleške slavne balerine».
В честь Душанки Сифниос назван зал в сербской Madlenianum Opera.

### Семья
Была замужем за бельгийским дирижёром Андре Вандернотом. У них родилось двое детей: дочь Александра, ставшая актрисой,  и сын Патрик  — инструктор по гольфу.